# توماس پارتی
توماس (یعقوب) تِی پارتی (انگلیسی: Thomas Partey؛ زادهٔ ۱۳ ژوئن ۱۹۹۳) یک فوتبالیست حرفه ای غنائی است که به عنوان هافبک در باشگاه آرسنال انگلیس بازی می‌کند و نائب کاپیتان تیم ملی غنا است. توماس به تازگی با مشورت پارتنر مراکشی اش سارا بلا به دین اسلام روی آورده و اسم خودش را به «یعقوب» تغییر داده‌است.
توماس کار حرفه ای خود را در باشگاه اسپانیایی اتلتیکو مادرید در سال ۲۰۱۳ آغاز کرد و به صورت قرضی به مایورکا و آلمریا رفت و در سال ۲۰۱۵ به اتلتیکو بازگشت و در سال ۲۰۱۸ با آنها قهرمان لیگ اروپا و سوپرجام یوفا شد. در سال ۲۰۲۰ که او به آرسنال پیوست با انتقالی به ارزش ۴۵ میلیون پوند (۵۰ میلیون یورو)، تبدیل به گرانترین بازیکن غنا در تمام دوران شد.
در ماه مه ۲۰۱۶ پارتی برای اولین بار توسط اورام گرانت برای حضور در مسابقات مقدماتی جام ملت‌های آفریقا سال ۲۰۱۷ به تیم ملی غنا دعوت شد. او اولین بازی خود را در ۵ ژوئن انجام داد در پنجم سپتامبر همان سال پارتی اولین هت‌تریک بین‌المللی خود را در پیروزی ۵–۱ مقابل کنگو در مقدماتی جام جهانی ۲۰۱۸ به ثمر رساند.
توماس، این ملی پوش غنائی، نماینده کشورش در دو تورنمنت جام ملت‌های آفریقا بود. او در سال ۲۰۱۸ به عنوان تیم سال CAF انتخاب شد و در سال‌های ۲۰۱۸ و ۲۰۱۹ برنده بهترین بازیکن سال غنا شد. از دیگر باشگاه‌هایی که در آن بازی کرده‌است می‌توان به اتلتیکو مادرید و رئال مایورکا اشاره کرد.
توماس در تاریخ ۵ ژوئن ۲۰۲۲ اعلام کرد به دین اسلام گراییده‌است. در فیلمی که او از خود منتشر کرده گفت: نامم به‌عنوان یک مسلمان یعقوب است.